# Ženskij volejbol'nyj klub Dinamo-Kazan' 2011-2012
Questa voce raccoglie le informazioni riguardanti la Ženskij volejbol'nyj klub Dinamo-Kazan' nelle competizioni ufficiali della stagione 2011-2012.

## Organigramma societario
Area direttiva
- Presidente: Leonid Baryšev

Area tecnica
- Allenatore: Rišat Giljazutdinov

## Rosa
| N° | Nome                | Ruolo | Data di nascita   | Nazionalità sportiva |
| -- | ------------------- | ----- | ----------------- | -------------------- |
| 1  | Marija Borodakova   | C     | 8 marzo 1986      | Russia               |
| 2  | Irina Stratanovič   | S     | 2 ottobre 1988    | Russia               |
| 3  | Lesja Machno        | S     | 4 settembre 1981  | Russia               |
| 3  | Ol'ga Birjukova     | S     | 19 settembre 1994 | Russia               |
| 4  | Ol'ga Čukanova      | P     | 9 giugno 1980     | Russia               |
| 5  | Elena Ponomareva    | S     | 28 dicembre 1972  | Russia               |
| 6  | Arina Eliseeva      | C     | 20 settembre 1994 | Russia               |
| 6  | Alena Šadrina       | L     | 1995              | Russia               |
| 7  | Olesja Nikolaeva    | S     | 18 marzo 1994     | Russia               |
| 8  | Tat'jana Kulikova   | C     | 21 novembre 1993  | Russia               |
| 9  | Marija Beloborodova | C     | 12 novembre 1986  | Russia               |
| 10 | Jordan Larson       | S     | 16 ottobre 1986   | Stati Uniti          |
| 11 | Ekaterina Gamova    | O     | 17 ottobre 1980   | Russia               |
| 12 | Marina Šešenina     | P     | 26 giugno 1985    | Russia               |
| 13 | Elena Ežova         | L     | 14 agosto 1977    | Russia               |
| 14 | Ekaterina Kabešova  | L     | 5 agosto 1986     | Russia               |
| 14 | Tat'jana Romanova   | P     | 9 settembre 1994  | Russia               |
| 15 | Dar'ja Malygina     | S     | 4 aprile 1994     | Russia               |
| 16 | Megumi Kurihara     | S     | 31 luglio 1984    | Giappone             |
| 17 | Regina Moroz        | C     | 14 gennaio 1987   | Russia               |
| 18 | Tat'jana Ščukina    | C     | 7 agosto 1991     | Russia               |
| 18 | Irina Voronkova     | S     | 20 ottobre 1995   | Russia               |

## Statistiche

### Statistiche di squadra
| Competizione     | Punti | In casa | In casa | In casa | In trasferta | In trasferta | In trasferta | Totale | Totale | Totale |
| Competizione     | Punti | G       | V       | P       | G            | V            | P            | G      | V      | P      |
| ---------------- | ----- | ------- | ------- | ------- | ------------ | ------------ | ------------ | ------ | ------ | ------ |
| Superliga        | 49    | 15      | 13      | 2       | 13           | 9            | 4            | 28     | 22     | 6      |
| Coppa di Russia  | 2/9   | -       | -       | -       | -            | -            | -            | 9      | 4      | 5      |
| Champions League | 14    | 5       | 5       | 0       | 5            | 3            | 2            | 12     | 9      | 3      |
| Totale           | -     | 20      | 18      | 2       | 18           | 12           | 6            | 49     | 35     | 14     |

G = partite giocate; V = partite vinte; P = partite perse

### Statistiche dei giocatori
| Giocatrice      | Superliga | Superliga | Superliga | Superliga | Superliga | Champions League | Champions League | Champions League | Champions League | Champions League |
| Giocatrice      | P         | PT        | AV        | MV        | BV        | P                | PT               | AV               | MV               | BV               |
| --------------- | --------- | --------- | --------- | --------- | --------- | ---------------- | ---------------- | ---------------- | ---------------- | ---------------- |
| M. Beloborodova | 8         | 14        | 8         | 6         | 0         | 11               | 101              | 51               | 36               | 14               |
| O. Birjukova    | 1         | 1         | 1         | 0         | 0         | -                | -                | -                | -                | -                |
| M. Borodakova   | 26        | 280       | 150       | 97        | 33        | 2                | 7                | 5                | 2                | 0                |
| O. Čukanova     | 25        | 34        | 13        | 11        | 10        | 12               | 20               | 8                | 7                | 5                |
| A. Eliseeva     | -         | -         | -         | -         | -         | 1                | 5                | 0                | 5                | 0                |
| E. Ežova        | 11        | 0         | 0         | 0         | 0         | 5                | 0                | 0                | 0                | 0                |
| E. Gamova       | 26        | 494       | 436       | 39        | 19        | 11               | 195              | 174              | 15               | 7                |
| E. Kabešova     | 25        | 0         | 0         | 0         | 0         | 11               | 0                | 0                | 0                | 0                |
| T. Kulikova     | 2         | 5         | 1         | 4         | 0         | -                | -                | -                | -                | -                |
| M. Kurihara     | 17        | 51        | 35        | 4         | 12        | 9                | 16               | 9                | 2                | 5                |
| J. Larson       | 22        | 315       | 246       | 43        | 26        | 11               | 134              | 107              | 17               | 10               |
| L. Machno       | 25        | 229       | 194       | 23        | 12        | 11               | 81               | 63               | 12               | 6                |
| D. Malygina     | 1         | 5         | 4         | 1         | 0         | 0                | 0                | 0                | 0                | 0                |
| R. Moroz        | 25        | 204       | 119       | 71        | 14        | 11               | 83               | 43               | 36               | 5                |
| O. Nikolaeva    | -         | -         | -         | -         | -         | 1                | 3                | 3                | 0                | 0                |
| E. Ponomareva   | 6         | 20        | 15        | 4         | 1         | 1                | 25               | 24               | 1                | 0                |
| T. Romanova     | 1         | 1         | 1         | 0         | 0         | 1                | 0                | 0                | 0                | 0                |
| Alena Šadrina   | 0         | 0         | 0         | 0         | 0         | -                | -                | -                | -                | -                |
| T. Ščukina      | 3         | 9         | 6         | 3         | 0         | -                | -                | -                | -                | -                |
| M. Šešenina     | 26        | 64        | 30        | 16        | 18        | 11               | 22               | 12               | 3                | 7                |
| I. Stratanovič  | 25        | 49        | 28        | 5         | 16        | 12               | 18               | 9                | 1                | 8                |
| I. Voronkova    | 5         | 13        | 11        | 1         | 1         | 0                | 0                | 0                | 0                | 0                |

P = presenze; PT = punti totali; AV = attacchi vincenti; MV = muri vincenti; BV = battute vincenti

NB: Non sono disponibili i dati relativi alla Coppa di Russia e, di conseguenza, quelli totali